# Saeed Anwar
Saeed Anwar (Rawalpindi, 14 oktober 1943 - aldaar, 15 juli 2004) was een Pakistaans hockeyer.
Anwar verloor in 1964 de olympische finale van aartsrivaal India. Vier jaar later won Anwar tijdens de spelen van Mexico-Stad de gouden medaille. Anwar verloor zijn derde olympische final in München van het gastland West-Duitsland.

## Erelijst
- 1964 –  Olympische Spelen in Tokio
- 1966 –  Aziatische Spelen in Bangkok
- 1968 –  Olympische Spelen in Mexico-stad
- 1970 –  Aziatische Spelen in Bangkok
- 1972 –  Olympische Spelen in München